# 玻利瓦爾區 (聖米格爾省)
6°58′31″S 79°10′35″W / 6.9752°S 79.1765°W
玻利瓦爾區（西班牙語：Distrito de Bolívar），是秘魯的一個區，位於該國北部卡哈馬卡大區的聖米格爾省，始建於1989年12月26日，面積79平方公里，海拔高度926米，2005年人口1,636，人口密度每平方公里21人。